# Натолинский парк
Натолинский парк (пол. Zespół pałacowo-parkowy w Natolinie (park Natoliński) ) — исторический парк и заповедник (1,2 км²) на южной окраине Варшавы. Название происходит от Натолина, части самого южного Урсыновского района Варшавы. В парке расположен один из двух кампусов Колледжа Европы

## История

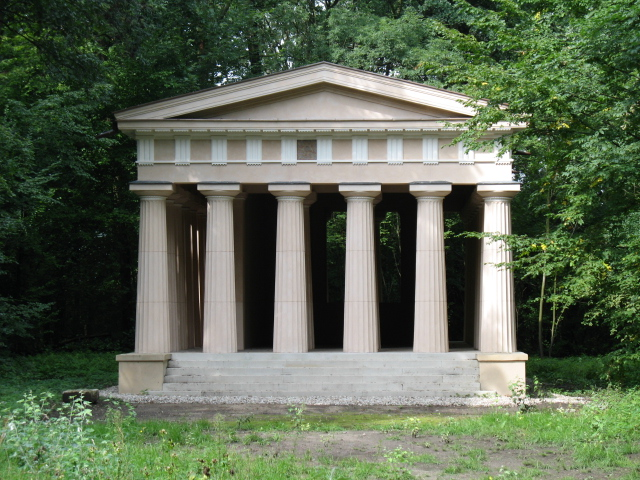
Дорический храм

### Парк и дворец
История парка начинается в конце XVII века, когда польский король Ян III Собеский создал в деревне Натолин королевский зоологический сад. Он был частью его королевской резиденции в Вилянуве, здесь также был расположен охотничий домик. В начале 1730-х годов, его преемник, король Август II Сильный, превратил парк в зону разведения и охоты на фазанов, от которых парк получил название Бажантарня. Со временем, бывшие королевские земли были переданы магнатской семье Чарторыйских. В 1780 году князь Август Чарторыйский построил в этом месте свою летнюю резиденцию. Расположенный посреди густого леса, на пологом берегу Вислы, новый дворец в стиле классицизма был спроектирован известным архитектором того времени Шимоном Богумилом Цугом, а интерьер — Винченцо Бренной. Во дворце был характерный полуоткрытый салон с видом на расположенный на склоне лес.

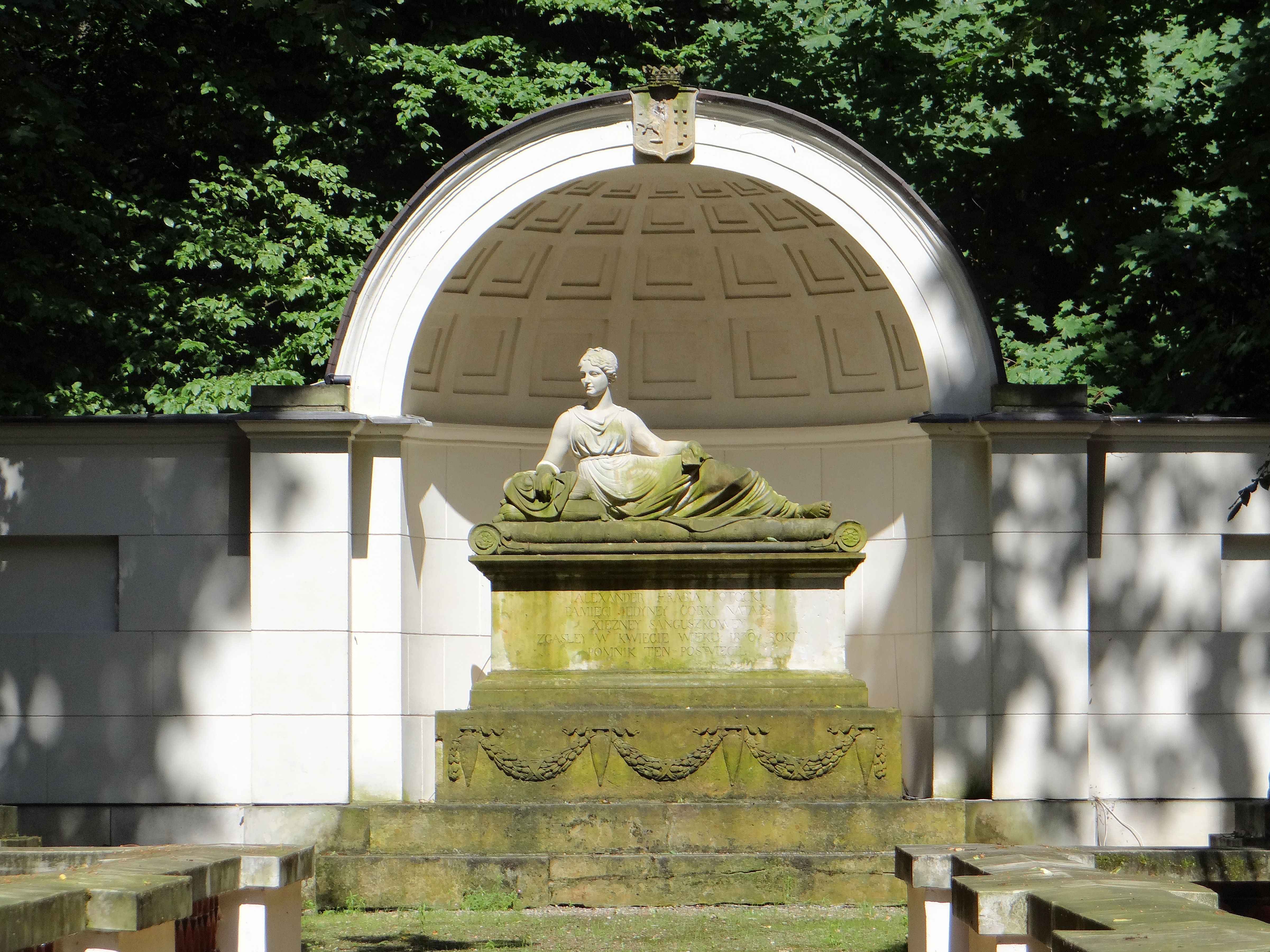
Саркофаг и монумент Наталье Сангушко, урождённой Потоцкой

В конце XVIII века усадьба Вилянув, включая территорию вокруг Бажантарни, перешла к зятю Изабеллы Любомирской Станиславу Костке Потоцкому. После раздела Польши, Потоцкий начал в 1806 году масштабную модернизацию дворца и парка. Бажантарня была переименована и получила современное название в честь внучки Потоцкого Натальи (род, 1807). Реконструкция дворца включала в себя перестройку фасада дворца и его внутреннего двора, а также значительные изменения во внутреннем дизайне и отделке. Новый интерьер был создан другим известным архитектором той эпохи Кристианом Петром Айгнером, хотя некоторые изменения принадлежат самому Потоцкому.
Росписи внутри дворца были заменены стукко. Значительные изменения также коснулись парка, который был преобразован из типично французского парка классического стиля в живописный, а затем в популярный ландшафтный парк. Парк был также расширен и в нём были созданы несколько романтических зданий и скульптур, таких как Холендерния, построенная между 1812 и 1814 годами Айгнером, или два домика для охраны, созданных по образцу средневековых замков и построенных в 1832 году. Сам дворец был также расширен, чтобы включить здания, делавшие его постоянной резиденцией, а не летним домом. Были добавлены конюшни, жилые помещения и каретный двор. Напротив Голендернии была построена небольшая неоготическая часовня, также был создан памятник, по образцу так называемого саркофага Нерона и парижской гробницы Жан-Жака Руссо.
Смерть Александра Потоцкого завершила период развития Натолинского парка. При следующих владельцах, сыне Августе и невестке Александре, Натолинский парк начал приходить в упадок. Дворец и парк использовались только изредка, в основном как временное жильё для родственников хозяев.

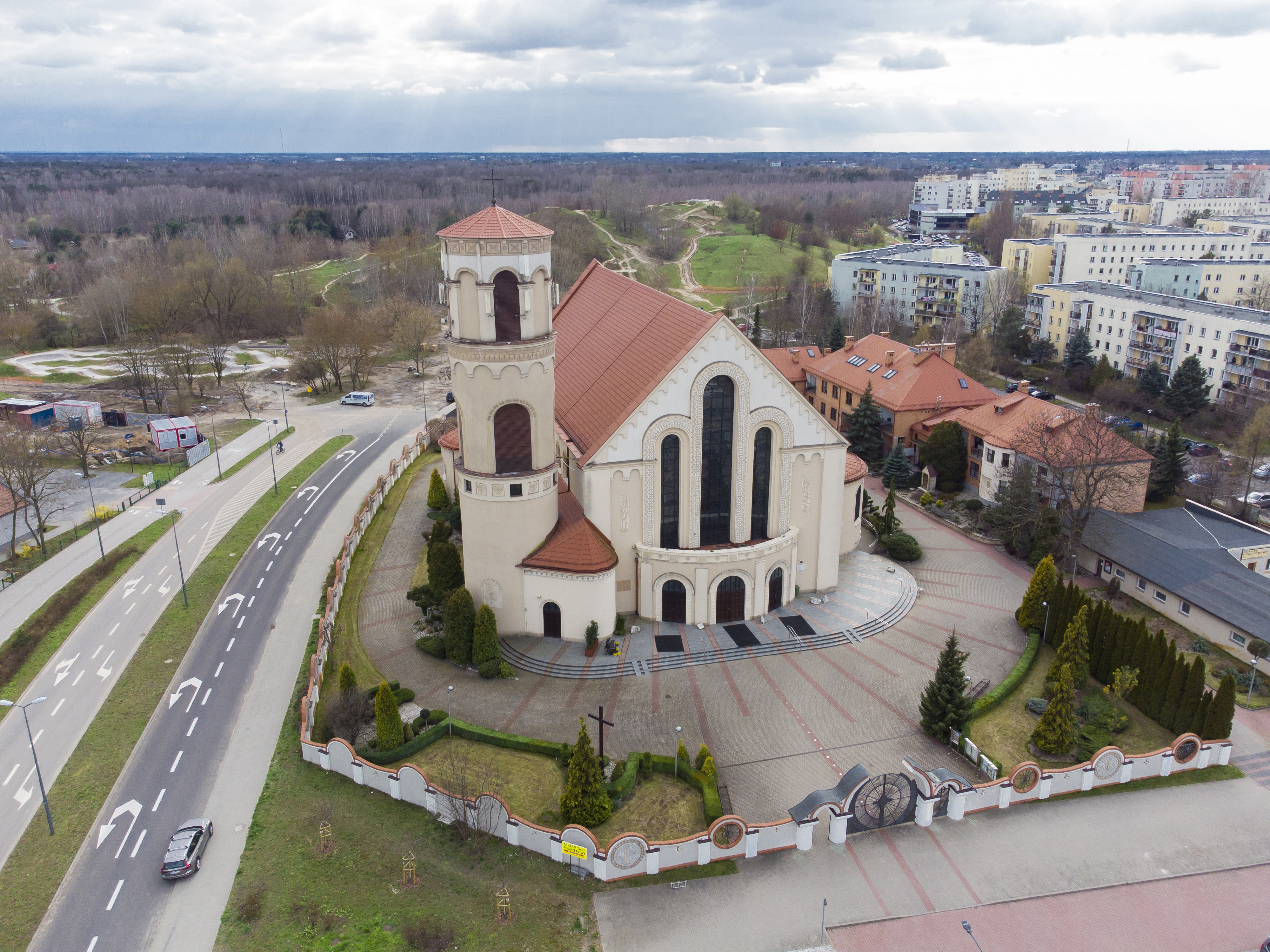
Церковь, Натолин.

В первой половине XX века Натолинский парк перешёл к семье Браницких. Натолинский парк сильно пострадал во время Второй мировой войны, во время Варшавского восстания он был почти полностью уничтожен. В 1945 году парк был национализирован и передан Варшавскому национальному музею, впоследствии здесь размещалась резиденция президента Польской Республики. В 1991 году было принято решение о размещении в Натолине филиала Колледжа Европы, в результате чего появились средства для постепенного восстановления парка и дворца. В том же году часть парка (почти 1 км²) была объявлена заповедником. С 1994 года здесь расположен один из двух кампусов Колледжа Европы.

### Современная история
До 1980-х годов Натолин и соседний с ним район Волица были небольшой деревней, расположенной прямо за пределами города, с многочисленными фруктовыми садами. Впоследствии местность была застроена, и сейчас Натолин — современная часть города, со множеством домов, магазинов и ресторанов. В центре района находится также одноимённая станция метро.